# Bob Hunter
 (octobre 2019).
Si vous disposez d'ouvrages ou d'articles de référence ou si vous connaissez des sites web de qualité traitant du thème abordé ici, merci de compléter l'article en donnant les références utiles à sa vérifiabilité et en les liant à la section « Notes et références ».
Pour les articles homonymes, voir Robert Hunter.
Robert (Bob) Lorne Hunter (13 octobre 1941 — 2 mai 2005) est un journaliste canadien et un membre fondateur de l'organisation écologique Greenpeace.

## Biographie
Bob Hunter est né le 13 octobre 1941 dans le quartier de Saint-Boniface de la ville de Winnipeg dans la province de Manitoba au Canada.
C'est en tant que journaliste au Vancouver Sun qu'il fonda l'organisation écologiste Greenpeace à Vancouver avec un noyau de militants en 1971. Il en devient le premier président en 1973. Il accompagna sa transformation en organisation internationale. Il fit notamment campagne pour sauver les baleines, protéger les phoques et faire arrêter les essais nucléaires.
C'est lui qui inventa le terme de Rainbow Warriors, les « guerriers de l'arc-en-ciel », qui désignent les activistes de l'organisation. C'est également le nom qu'il donne à son navire, le Rainbow Warrior, qui deviendra célèbre lors de l'affaire du Rainbow Warrior après sa destruction par des agents des services secrets français en Nouvelle-Zélande en 1985. Il a également inventé l’expression « mind bomb » pour décrire l’impact des manifestations de Greenpeace.
Il quitta Greenpeace en 1981 pour se consacrer au journalisme et à l'écriture, tout en continuant de militer pour l'organisation. Depuis 1990, il était le spécialiste de l'écologie à City-TV, une chaîne de télévision de Toronto.
En 2001, il s'était présenté à une élection complémentaire sous la bannière du Parti libéral de l'Ontario, mais sans succès.
Il est l'auteur d'une douzaine de romans et a reçu à ce titre le Prix du Gouverneur général, le plus prestigieux prix littéraire du Canada. Il a également été sacré en 2000 l'un des dix plus grands écologistes du XXe siècle par Time Magazine.
Il est mort à 63 ans le 2 mai 2005 à Toronto d'un cancer de la prostate. Il était marié et père de quatre enfants.